# Kujataa
Kujataa là một vịnh băng, một khu vực nông nghiệp cận Bắc Cực ở Greenland. Trải dài trên 100 km giữa hai thị trấn  Narsaq và Qaqortoq ở khu vực phía nam Greenland, nó là di sản thế giới thứ hai trên đảo Greenland và là di sản thứ 9 của Đan Mạch được UNESCO công nhận vào năm 2017.

## Mô tả
Kujataa cùng với Khu vực săn bắn Tây Greenland được đề cử như là một Di sản thế giới dự kiến vào năm 2003. Nó bao gồm 5 khu định cư:
- Qassiarsuk (trang trại Skovfjorden hoặc Brattahlid)
- Igaliku (GARDAR)
- Sissarluttoq
- Tasikuluulik (Vatnahverfi) và
- Qaqortukulooq (Hvalsey)

Chúng đại diện cho 1.000 văn hóa nông nghiệp ở miền nam Greenland, như là sự ra đời đầu tiên của nông nghiệp ở Bắc Cực. Cảnh quan văn hóa được tạo dựng bởi những người Bắc Âu và Inuit, hai nền văn hóa khác nhau nhưng đã tạo ra một cảnh quan nông nghiệp dựa trên nông nghiệp, chăn thả và săn bắn động vật biển có vú. Trong số những điểm tham quan thì Nhà thờ Hvalseyjarfjord là nơi cư trú giám mục của GARDAR và trang Brattahlid của Eric the Red
Eric the Red chính là người đầu tiên định cư tại Greenland và ông đã thành lập khu định cư Østerbygden ở khu vực bờ biển phía đông vào năm 985. Ngôi làng sau đó đã phát triển cho đến tận những năm đầu thế kỷ 15. Nhà thờ Hvalseyjarfjord chính là di tích thời kỳ này. Anders Olsen là một thương gia người Na Uy đã đến Greenland trong 1742. Năm 1780, ông đã định cư tại trạm nghiên cứu Upernaviarsuk, tại đây có một trường về nông nghiệp mà bây giờ là một trang trại nghiên cứu. Năm 1783, gia đình Olsen tiếp tục chuyển tới Igaliku. Tại đây ông và vợ của mình đã dùng đá từ các tòa nhà cũ và đồng cỏ để tạo ra một trang trại nuôi hiện đại ở Greenland. Đến năm 1924, Elisabeth và Otto Frederiksen đã xây dựng một trang trại nuôi cừu hiện đại đầu tiên ở Qassiarsuk, nởi mà một số nông dân Nam Greenland ngày nay đã nuôi cừu.